# Syzran'
Syzran' è una città della Russia europea sudorientale (oblast' di Samara); è il capoluogo del rajon Syzranskij, pur essendone amministrativamente separata.

## Geografia
Sorge nella parte occidentale della oblast', sulla riva destra del Volga (in corrispondenza del bacino di Saratov), 137 chilometri a ovest di Samara.

## Storia
Fondata nel 1683 come fortezza alla confluenza nel Volga del piccolo fiume Syzranka, ottenne lo status di città nel 1781. La città si sviluppò significativamente a partire dall'ultimo quarto del XIX secolo, quando divenne un importante centro per l'interscambio tra ferrovia e trasporto fluviale sul Volga. Distrutta in buona parte da un incendio nel 1906, si sviluppò successivamente come centro industriale.

## Economia
La città è ancora un importante centro industriale, fra i maggiori della regione; il comparto più sviluppato è l'industria pesante meccanica metallurgica (impianto Tyazhmash) e quella petrolchimica, dal momento che in città è presente un'importante raffineria di petrolio.

## Amministrazione

### Gemellaggi
- Pingdingshan, dal 2000
- Lencloître